# Megaselia longipennis
Megaselia longipennis är en tvåvingeart som först beskrevs av Malloch 1912.  Megaselia longipennis ingår i släktet Megaselia och familjen puckelflugor.
Artens utbredningsområde är Illinois. Inga underarter finns listade i Catalogue of Life.